# Erenkaya, Meram
Erenkaya là một xã thuộc quận Meram, tỉnh Konya, Thổ Nhĩ Kỳ. Dân số thời điểm năm 2011 là 272 người.